# Masahiko Satō
Masahiko Satō (佐藤 允彦, Satō Masahiko), né le 6 octobre 1941 à Tokyo, est un pianiste de jazz, arrangeur et compositeur japonais.

## Biographie
Satō apprend à jouer du violon et du piano à l'âge de 5 ans. Il fait ses débuts dans le jazz comme accompagnateur de la chanteuse Dakota Staton. Après une formation à l'université Keiō, il étudie l'arrangement et la composition de 1966 à 1968 au Berklee College of Music. Ses enregistrements avec Attila Zoller (en) le font connaître à l'international. Satō participe au Jazzfest Berlin (de), au Festival de Donaueschingen, au festival de jazz de Montreux et au festival de Moers. Il travaille avec son propre groupe et en tant que soliste mais aussi avec Nancy Wilson, Art Farmer et Helen Merrill. Il se produit avec le New Herd de Toshiyuki Miyama mais aussi avec Jean-Luc Ponty, Stomu Yamashta, Wolfgang Dauner, Albert Mangelsdorff, Ned Rothenberg (en) et Joëlle Léandre. Il travaille également comme compositeur de bandes son pour film et télévision. Depuis 1997, il dirige son propre label discographique. Ses productions pour piano et ensemble de kotos ainsi que ses arrangements de musique de moines bouddhistes (1993) témoignent de son intérêt pour une revitalisation de la musique traditionnelle.

## Filmographie sélective
- 1973 : La Belladone de la tristesse (Kanashimi no Beradona?) d'Eiichi Yamamoto

## Distinctions
Il est lauréat du « Japan Jazz Award » pour son premier album Palladium (1969). De 1971 jusqu'en 1973 il dirige les sondages de la revue japonaise Swing Journal (de). Il est par deux fois lauréat du prix d'excellence du festival national d'art du Japon.